# Телевидение в России

## История

### Советский период (1931—1991)
1 мая 1931 года в СССР была осуществлена экспериментальная передача немого динамичного изображения.
Телепередачи ведутся с 1 октября 1931 года. В 1938 году передавать свои телепрограммы начали Московский и Ленинградский телецентры, в 1951 году для подготовки телепередач были созданы Центральная и Ленинградская студии телевидения. К концу 1950-х гг. Первая программа ЦСТ (14 февраля 1956 года студия вела двухпрограммное телевещание) ретранслировалась в большинстве областей близких к Москве, в 1960 году она стала ретранслироваться в Ленинграде. В течение 1950-х — начала 1960-х гг. программные телецентры начали передавать местные телепрограммы на Урале, в Сибири и на Дальнем Востоке.
С 1 октября 1967 года начались регулярные передачи Первой программы ЦТ в цвете по системе SECAM (многие телезрители продолжали принимать телепередачи по чёрно-белым телевизорам), Первая программа ЦТ при искусственных спутников стала ретранслироваться телецентрами Урала, Сибири и Дальнего Востока, 4 ноября ЦТ начало передавать Четвёртую программу ЦТ к середине 1970-х гг. она стала ретранслироваться во многих областях европейской части СССР, в АССР, краях и областях Урала, Сибири и Дальнего Востока Второй программой ЦТ стала местная, с 1 января 1982 года по ней также стала ретранслироваться Четвёртая программа ЦТ, став Второй программой ЦТ.

### Российский период (с 1991 года)
В июле 1996 года началось отечественное непосредственное спутниковое телевидение, первыми спутниковыми телепрограммами стали передававшиеся ВГТРК «Метеор Спорт» и «Метеор Кино».
Телевизионное вещание в этот период осуществлялось через эфирное, спутниковое, кабельное телевидение, получившее широкое распространение в 2001—2006 годы.

## Список действующих телеканалов
Опция для всех телеканалов, вход с рекламной заставки, выход без рекламной заставки, вход с рекламной региональной заставки, выход без рекламной региональной заставки.
| Телеканал       | Средства доступа | Начало вещания        |
| --------------- | --- | --------------------- |
| Первый канал    | Цифровое, кабельное, спутниковое телевидение, IPTV, до 2019 года, метровые волны в орбите местного времени                                   | 1 апреля 1995 года    |
| Россия-1        | Цифровое, кабельное, спутниковое телевидение, IPTV, до 2019 года, метровые волны в дубле местного времени                                    | 13 мая 1991 года      |
| НТВ             | Цифровое, кабельное, спутниковое телевидение, IPTV, до 2019 года, метровые волны в регионе местного времени                                  | 10 октября 1993 года  |
| ТНТ             | Цифровое, кабельное, спутниковое телевидение, IPTV, до 2019 года, метровые волны в Москве и Московской области местного времени              | 1 января 1998 года    |
| Пятый канал     | Цифровое, кабельное, спутниковое телевидение, IPTV, до 2019 года, метровые волны в Санкт-Петербурге и Ленинградской области местного времени | 7 июля 1938 года      |
| 2x2             | Цифровое, кабельное, спутниковое телевидение, IPTV, до 2019 года, дециметровые волны                                                         | 1 ноября 1989 года    |
| ТВ-3            | Цифровое, кабельное, спутниковое телевидение, IPTV, до 2019 года, дециметровые волны                                                         | 6 июня 1994 года      |
| Муз-ТВ          | Цифровое, кабельное, спутниковое телевидение, IPTV, до 2019 года, дециметровые волны                                                         | 1 мая 1996 года       |
| СТС             | Цифровое, кабельное, спутниковое телевидение, IPTV, до 2019 года, дециметровые волны                                                         | 1 декабря 1996 года   |
| РЕН ТВ          | Цифровое, кабельное, спутниковое телевидение, IPTV, до 2019 года, дециметровые волны                                                         | 1 января 1997 года    |
| ТВ Центр        | Цифровое, кабельное, спутниковое телевидение, IPTV, до 2019 года, дециметровые волны                                                         | 9 июня 1997 года      |
| Россия-Культура | Цифровое, кабельное, спутниковое телевидение, IPTV, до 2019 года, дециметровые волны                                                         | 1 ноября 1997 года    |
| РБК             | Цифровое, кабельное, спутниковое телевидение, IPTV                                                                                           | 1 сентября 2003 года  |
| Мир             | Цифровое, кабельное, спутниковое телевидение, IPTV                                                                                           | 1 сентября 2003 года  |
| Звезда          | Цифровое, кабельное, спутниковое телевидение, IPTV                                                                                           | 20 февраля 2005 года  |
| Домашний        | Цифровое, кабельное, спутниковое телевидение, IPTV                                                                                           | 6 марта 2005 года     |
| Спас            | Цифровое, кабельное, спутниковое телевидение, IPTV                                                                                           | 28 июля 2005 года     |
| Россия-24       | Цифровое, кабельное, спутниковое телевидение, IPTV                                                                                           | 1 июля 2006 года      |
| Карусель        | Цифровое, кабельное, спутниковое телевидение, IPTV                                                                                           | 27 декабря 2010 года  |
| Ю               | Цифровое, кабельное, спутниковое телевидение, IPTV                                                                                           | 16 сентября 2012 года |
| Мир 24          | Цифровое, кабельное, спутниковое телевидение, IPTV                                                                                           | 1 января 2013 года    |
| ОТР             | Цифровое, кабельное, спутниковое телевидение, IPTV                                                                                           | 19 мая 2013 года      |
| Пятница!        | Цифровое, кабельное, спутниковое телевидение, IPTV                                                                                           | 31 мая 2013 года      |
| Матч ТВ         | Цифровое, кабельное, спутниковое телевидение, IPTV                                                                                           | 1 ноября 2015 года    |
| Че              | Цифровое, кабельное, спутниковое телевидение, IPTV                                                                                           | 12 ноября 2015 года   |
| Суббота!        | Цифровое, кабельное, спутниковое телевидение, IPTV                                                                                           | 29 декабря 2017 года  |
| Солнце          | Цифровое, кабельное, спутниковое телевидение, IPTV                                                                                           | 14 декабря 2022 года  |

## Телеканалы
| Телеканалы | Частотный канал | Мощность передатчика, кВт | Высота подвеса антенны, м | Примечание |
| --- | --------------- | ------------------------- | ------------------------- | --- |
| Второй мультиплекс РТРС-2 | 24              | 40                        | 400                       | DVB-T2. Кодирование отсутствует. Вещание с мощностью 10 кВт начато 11.12.2013 в 10:10. |
| Первый мультиплекс РТРС-1 | 30              | 40                        | 400                       | DVB-T2. Кодирование отсутствует. Вещание с мощностью 10 кВт начато 19.03.2012 в 8:50. |
| Дополнительный мультиплекс | 34              | 40                        | 400                       | DVB-T2. Вещает с 15.01.2015. Кодирование отсутствует. |
| Пятый канал | 44              | 40                        | 400                       | Телетекст. Вещание прекращено 15.04.2019. Возобновлено 01.04.2024. |
| Ю | 51              | 40                        | 400                       | Вещание прекращено 16.04.2020. Возобновлено 01.04.2021. Отключено 10.08.2021. Возобновлено 01.01.2022. Вновь прекращено 13.03.2022. Возобновлено 01.07.2022. Вновь прекращено 15.08.2022. Возобновлено 01.05.2023. Прекращено 01.07.2023. Возобновлено 01.09.2023. |
| Первый мультиплекс РТРС-1 (дубль в HD) | 58              | 40                        | 400                       | DVB-T2. Кодирование отсутствует. Вещает с конца марта 2020 года. 1 поток PLP. Экспериментальное тестовое вещание первого мультиплекса РТРС-1 HEVC. 8 каналов в HD (1920x540), 2 (Пятый канал и Россия 24) в SD (720x288). Ранее на частоте транслировался экспериментальный мультиплекс с одним каналом в формате UltraHD (разрешение 3840x2160, кодек HEVC, битрейт 30 Мбит) (с 03.08.2016 по 03.06.2019). |
| *Отмечена зона устойчивого приёма, общая зона приёма ещё больше, является приблизительной величиной, зависит от используемых телеприёмника, антенны и высоты подвеса последней. |                 |                           |                           | |

| Телеканалы | Частотный канал | Мощность передатчика, кВт | Высота подвеса антенны, м | Примечание |
| --- | --------------- | ------------------------- | ------------------------- | --- |
| Первый канал | 1               | 40                        | 400                       | Стерео NICAM, телетекст, 14:9 letterbox, эталонные сигналы частоты и времени. Вещание прекращено 13.05.2019.                                                                              |
| ТВ Центр | 3               | 40                        | 400                       | Стерео NICAM, телетекст, радиопрограмма для незрячих. Вещание прекращено 13.05.2019. |
| Матч! Страна | 6               | 40                        | 400                       | (6-1), моно, 4:3. Вещание прекращено 06.12.2020. |
| НТВ | 8               | 40                        | 400                       | Телетекст, субтитры. Вещание прекращено 15.04.2019. |
| Россия-1 | 11              | 40                        | 400                       | Телетекст, субтитры. Вещание прекращено 15.04.2019. |
| Че | 23              | 40                        | 400                       | (6-1), моно, 16:9. Вещание прекращено 30.11.2020. Возобновлено 29.12.2020. Вновь прекращено 28.02.2021.                                                                                   |
| 360° Новости | 25              | 40                        | 400                       | Был телетекст. Вещание прекращено 31.12.2019. |
| СТС | 27              | 40                        | 400                       | Вещание прекращено 15.04.2019, моно. |
| Канал Disney / Солнце | 29              | 40                        | 400                       | Вещание прекращено 31.05.2020. Возобновлено 01.01.2021. Вновь прекращено 31.03.2021. Возобновлено 01.07.2021. Отключено 10.08.2021. Возобновлено 01.01.2022. Вновь прекращено 03.04.2022. |
| Домашний | 31              | 40                        | 400                       | Вещание прекращено 15.04.2019. |
| Автомобильный мультиплекс | 32              | 40                        | 400                       | DVB-T. Вещание фактически прекращено в 2018 году, незадолго до отключения перешёл на открытое вещание.                                                                                    |
| Россия-Культура | 33              | 40                        | 400                       | Телетекст, субтитры. Вещание прекращено 15.04.2019. |
| ТНТ | 35              | 40                        | 400                       | Вещание прекращено 01.10.2020, моно, параллельно осуществлялось вещание с радиотелевизионной башни «Октод».                                                                               |
| Пятница! | 38              | 40                        | 400                       | Был телетекст. Стерео NICAM. Вещание прекращено 15.04.2019. |
| ТВ-3 | 46              | 40                        | 400                       | Вещание прекращено 15.04.2019. |
| РЕН ТВ | 49              | 40                        | 400                       | Вещание прекращено 15.04.2019. |
| Звезда | 57              | 40                        | 400                       | Вещание прекращено 15.04.2019. |
| Суббота! | 60              | 40                        | 400                       | (6-1), моно, 4:3. Вещание прекращено 30.04.2021. |
| *Отмечена зона устойчивого приёма, общая зона приёма была ещё больше. Она является приблизительной величиной, зависит от используемых телеприёмника, антенны и высоты подвеса последней. |                 |                           |                           | |

## Обязательные общедоступные региональные российские телеканалы на «21-й кнопке»
| Центральный федеральный округ - Москва 24, (Москва) кнопка 21 - 360° (Московская область) кнопка 21 - Мир Белогорья (Белгород) - Губерния-33 (Владимир) - Липецкое время (Липецк) - Первый Тульский (Тула) - Первый Ярославский (Ярославль) - Тверской проспект — Регион (Тверь) - TV-Губерния (Воронеж) - Барс (Иваново) - Ника-ТВ (Калуга) - Русь (Кострома) - Сейм (Курск) - Первый областной (Орёл) - ТКР (Рязань) - Новый век (Тамбов) | Приволжский федеральный округ - Девятка ТВ (Киров) - Волга (Нижний Новгород) - ОРТ-Планета (Оренбург) - НТМ (Республика Мордовия) - Экспресс (Пенза) - Ветта-24 (Пермь) - БСТ (Республика Башкортостан) - ТНВ (Республика Татарстан) - Самарское губернское телевидение (Самара) - Саратов-24 (Саратов) - Моя Удмуртия (Республика Удмуртия) - Репортёр (Ульяновск) - НТРК Чувашии — Чаваш Ен | Сибирский федеральный округ - Катунь-24 (Алтайский край) - РТК Забайкалье (Забайкальский край) - АИСТ (Иркутск) - Кузбасс-1 (Кемерово) - Енисей (Красноярск) - ОТС ТВ (Новосибирск) - 12 канал (Омск) - Альтернативное телевидение Бурятии (Бурятия) - Тува-24 (Республика Тыва) - Республиканская телевизионная сеть (Хакасия) - Томское время (Томск) |

| Северо-Западный федеральный округ - Регион-29 (Архангельск) - Каскад (Калининград) - Санкт-Петербург (Санкт-Петербург) кнопка 21 - Лен ТВ 24 (Ленинградская область) кнопка 21 - ТВ21+ (Мурманск) - Север (Ненецкий АО) - НОТ (Новгородское Областное Телевидение) - Юрган (Республика Коми) | Южный федеральный округ - Астрахань-24 (Астрахань) - Волгоград-24 (Волгоград) - Кубань-24 (Краснодарский край) - Крым-24 (Республика Крым) - Дон-24 (Ростов-На-Дону) | Уральский федеральный округ - Шадр-ИНФО (Курган и Шадринск) - ОТВ (Екатеринбург и Свердловская область) - Тюменское время (Тюмень) - Югра (Ханты-Мансийский автономный округ — Югра) - ОТВ (Булат) (Челябинск) - ОГТРК Ямал-Регион (Ямало-Ненецкий АО) | Дальневосточный федеральный округ - Первый областной (Благовещенск и Амурская область) - Новая телекомпания (Биробиджан) - Колыма Плюс (Магадан) - ОТВ-Прим (Владивосток) - НВК «Саха» (Республика Саха (Якутия) - ОТВ (Сахалин) - Губерния (Хабаровск) |

## Измерение аудитории телеканалов
Порядок учёта аудитории телеканалов в России изменялся со временем. Приблизительно с 1996 года наиболее известным измерителем аудитории была компания TNS, принадлежавшая британскому холдингу WPP. Несмотря на то, что TNS занимала фактически монопольное положение на этом сегменте рынка, а альтернативные проекты не имели успеха, измерение аудитории телеканалов оставалось, формально, частным вопросом отношений между субъектами рынка. Не все участники рынка были довольны методикой измерения, Первый канал в 2005 году по этой причине отказался от услуг TNS, организовав собственную Служба измерений телеаудитории (СТИ), которая проводит ежедневные телефонные опросы жителей Москвы и точечные опросы жителей других городов. 
В конце июня 2016 года Госдумой был принят запрета иностранным компаниями заниматься телеизмерениями в России, если доля иностранного участия больше 20 %.
В июле 2016 года ВЦИОМ договорился о покупке компании TNS Russia. 
После покупки компания была переименована в Mediascope (Медиаскоп), в связи с тем, что WPP не дал разрешение на дальнейшее использование бренда TNS, а ВЦИОМ не был заинтересован в дальнейшей ассоциации с этим брендом.
В дальнейшем Mediascope выиграл тендер и с сентября 2016 года стал единым измерителем телеаудитории в России, продолжая выигрывать конкурсы каждый раз, когда встаёт вопрос о продлении полномочий в этом качестве. 
В марте 2017 года Первый канал возобновил сотрудничество с Mediascope.
В октябре 2022 года британская исследовательская компания Kantar, которая контролировала 20% капитала Mediascope, вышла из капитала компании, передав свою долю менеджменту. Таким образом, единый измеритель аудитории российских телеканалов стал полностью российским.